# Emile River
Der Emile River ist ein linker Nebenfluss des Marian River in den kanadischen Nordwest-Territorien.
Der Emile River hat seinen Ursprung in einem namenlosen See auf etwa 440 m Höhe nordwestlich des Rawalpindi Lake. Er fließt in überwiegend südlicher Richtung durch den Kanadischen Schild. Er fließt östlich am Irritation Lake vorbei. Er durchfließt eine Reihe von Seen, darunter Scraper Lake, Rodrigues Lake, Brown Water Lake, Boland Lake, Discovery Lake, Norris Lake, Mattberry Lake, Basler Lake und Labrish Lake, bevor er linksseitig in den Marian River mündet. Das Einzugsgebiet des oberen Emile River grenzt im Osten an das des Parent River, einem Nebenfluss des Coppermine River, und im Westen an das des Acasta River, der über den Wopmay River und Camsell River dem Großen Bärensee zufließt. Der Emile River hat eine Länge von etwa 300 km. Er entwässert ein Areal von mehr als 4850 km². Der mittlere Abfluss am Pegel am Abfluss aus dem Basler Lake beträgt 16 m³/s.